# Puig dels Sarraïns (Prats de Molló)
El Puig dels Sarraïns és una muntanya de 1.827 metres del terme comunal de Prats de Molló i la Presta, de la comarca del Vallespir, a la Catalunya del Nord.
Es troba a la zona nord-oriental del centre del terme de Prats de Molló i la Presta, al nord-est del Puig de l'Alis i del Pic de Granarols, més allunyat. Pertany al contrafort meridional del massís del Canigó que arriba fins al nord de la vila de Prats de Molló.
Pel Puig dels Sarraïns passen algunes de les rutes de senderisme del massís del Canigó.